# Olaus Jørgensen Abelseth
Olaus Jørgensen Abelseth (* 10. Juni 1886 in Ørskog, Kreis Romsdal am Ålesund; † 4. Dezember 1980) war ein norwegischer Landwirt und Überlebender des Untergangs der Titanic.

## Leben
Der Norweger Olaus Jørgensen Abelseth wurde auf dem Hof Övste Keivane in Ørskog geboren. Seine Eltern hatten 1879 geheiratet; den Namen Abelseth nahm die Familie erst einige Zeit nach dieser Eheschließung an. Olaus Jørgensen Abelseth wuchs mit vier Schwestern und einem Bruder auf. Nachdem er bereits als Seemann und als Gelegenheitsarbeiter sein Geld verdient hatte, wanderte er Anfang des 20. Jahrhunderts mit seinem Bruder Hans nach Amerika aus. Er ließ sich zunächst in Hatton (North Dakota) nieder und arbeitete auf verschiedenen Famen im Red River Valley, ehe er sich im Perkins County (South Dakota) als Viehzüchter versuchte. Die Anfangsjahre waren schwierig. 
1911 wollte Abelseth seine Verwandten in Norwegen besuchen. Er reiste zunächst per Schiff von New York nach Glasgow und von dort nach Norwegen. Für die Rückreise einige Monate später kaufte er sich ein Ticket Dritter Klasse für die Titanic. Er befand sich auf dieser Reise in Begleitung fünf weiterer Personen aus Norwegen namens Adolf Humblen, Anna Salkjelsvik, Peter Søholt, Sigurd Hansen Moen und Karen Marie Abelseth. Peter Søholt war ein Cousin Abelseths, Sigurd Hansen Moen ein Schwager. Die erst sechzehnjährige Karen Marie Abelseth war die Tochter eines ehemaligen Nachbarn und wahrscheinlich mit Olaus Jørgensen Abelseth nicht verwandt. Er war aber beauftragt, ein Auge auf das junge Mädchen zu haben. Abelseth hatte als Reiseziel den Wohnsitz eines Johan B. Abelseth in Minneapolis angegeben.
Nachdem die Gruppe über Bergen nach Newcastle gereist war, schiffte sie sich schließlich in Southampton auf der Titanic ein. Abelseth teilte sich die Kabine G-63 auf dem F-Deck am Bug mit Humblen. Nachdem das Schiff in der Nacht auf den 15. April 1912 mit einem Eisberg kollidiert war, machten die beiden Männer sich über das E-Deck auf den Weg zum Heck des Schiffes, wo Karen Marie Abelseth untergebracht war, und fanden sie in der Nähe der Haupttreppe. Da zunächst die Passagiere der Ersten und Zweiten Klasse gerettet werden sollten, durften die Frauen aus der Dritten Klasse erst um 1:30 Uhr das Bootsdeck betreten und die Männer noch eine halbe Stunde später. Es gelang aber noch, die Sechzehnjährige in einem Rettungsboot unterzubringen. 
Die Männer hatten keine Chance mehr, eines der normalen Rettungsboote zu besteigen. Die Faltboote aber waren noch an Bord und sollten nun eingesetzt werden. Es wurde nach erfahrenen Männern gerufen, die dabei helfen konnten, aber Olaus Jørgensen Abelseth wurde von seinem Cousin und seinem Schwager zurückgehalten, die meinten, er solle bei ihnen bleiben. Beide waren Nichtschwimmer. Als das Schiff sich neigte und über den Bug zu sinken begann, rutschten viele Menschen, die sich noch auf dem Deck aufhielten, ins Wasser. 
Abelseth und seine beiden Begleiter befanden sich in der Nähe des vierten Schornsteins und klammerten sich fest, bis sie sich nur noch etwa einen Meter über dem Wasser befanden. Dann sprang Abelseth ins Meer, verhedderte sich, als er wieder auftauchte, in einer Leine, konnte sich aber befreien. Seinen Cousin und seinen Schwager sah er nirgends mehr. Es gelang ihm, zu dem halb vollgelaufenen Faltboot A zu schwimmen, wofür er etwa 20 Minuten brauchte. Die Insassen versuchten ihn aus Angst, das Boot könne kentern, abzuwehren, sodass er sich zunächst nur außen an das Boot klammern konnte. Schließlich konnte er sich aber hineinziehen. Mehrere Menschen im Faltboot starben, ehe sie schließlich die Carpathia erreichten, die die Schiffbrüchigen gegen 7 Uhr morgens aufnahm und sie dann nach New York brachte. Abelseth verbrachte danach einige Tage im St. Vincent Hospital, musste bei der Untersuchung des Falles als Zeuge aussagen und reiste schließlich nach Minneapolis weiter wie geplant. Anschließend besuchte er Kanada, Indianapolis und Montana, ehe er nach South Dakota zurückkehrte. 
Dort heiratete er im Jahr 1915 Anna Grinde, die 1877 in Norwegen geboren worden war und deren zweiter Mann er war. Von den vier Kindern, die sie miteinander bekamen, starb ein Sohn als kleines Kind. 
Abelseth arbeitete 30 Jahre lang auf seinem Hof in South Dakota. 1946 ließ das Ehepaar Abelseth sich dann in Reeder (North Dakota) nieder, 1948 in Tacoma in Washington, 1960 zogen die Abelseths nach Whetting (North Dakota) und schließlich nach Hettinger (North Dakota). 1977 konnten sie noch Anna Abelseths hundertsten Geburtstag feiern; im Jahr darauf starb sie. Olaus Jørgensen Abelseth folgte ihr 1980. Er wurde auf dem Glendo Cemetery in Ralph (South Dakota) beigesetzt.